# Fredrik Wetterqvist
Tord Åke Fredrik Wetterqvist, född 20 september 1965 i Uppsala, är en svensk diplomat och musikadministratör.
Wetterqvist är från 2017 Kungl.  Musikaliska Akademiens ständige sekreterare. Innan dess har han varit verksam som diplomat vid Utrikesdepartementet, där han bland annat arbetat med press-, kultur- och kommunikationsfrågor samt med säkerhetspolitiska frågor. 
Åren 1998–2002 var Wetterqvist förste ambassadsekreterare vid den svenska ambassaden i Ottawa och 1995–1997 andre ambassadsekreterare vid den svenska ambassaden i Tallinn.
Under perioden 2012–2016 var Wetterqvist ordförande i Stims promotionnämnd. Han har även varit biträdande huvudsekreterare i den Internationella kulturutredningen,  och expert i Litteraturutredningen, Läsandets kultur, .